# Itchō Itō
Itchō Itō (jap. 伊藤一長 Itō Itchō; ur. 23 sierpnia 1945 we wsi Michi (dzisiejsze Nagato), zm. 18 kwietnia 2007 w Nagasaki) – japoński polityk Partii Liberalno-Demokratycznej.
W 1995 r. walczył przed Międzynarodowym Trybunałem Sprawiedliwości o uznanie użycia broni atomowej za pogwałcenie prawa międzynarodowego.
Od 1995 r. sprawował funkcję burmistrza Nagasaki. Był absolwentem Uniwersytetu Waseda. Itō został postrzelony przez członka japońskiej mafii (yakuza). Zmarł kilka godzin później w szpitalu.